# Пышковский сельский совет
Пышковский сельский совет (укр. Пишківська сільська рада) — входит в состав
Бучачского района
Тернопольской области
Украины.
Административный центр сельского совета находится в с. Пышковцы.

## История
- 1991 — дата образования.

## Населённые пункты совета
- с. Пышковцы